# Pontellina plumata
Pontellina plumata är en kräftdjursart som först beskrevs av James Dwight Dana 1849.  Pontellina plumata ingår i släktet Pontellina och familjen Pontellidae. Inga underarter finns listade i Catalogue of Life.